# Władysław Słowiński
Władysław Słowiński (* 14. Mai 1930 in Sadlno; † 5. September 2024 in Warschau) war ein polnischer Komponist und Dirigent.

## Biografie
Slowiński erhielt als Kind Violin- und Klavierunterricht und begann im Alter von zwölf Jahren zu komponieren. Er studierte von 1949 bis 1951 Musikwissenschaft bei Adolf Chybiński an der Universität Posen, von 1950 bis 1954 Komposition bei Tadeusz Szeligowski und von 1951 bis 1955 Dirigieren bei Walerian Bierdiajew und Stanisław Wisłocki an der Musikhochschule Posen.
Von 1954 bis 1964 war Slowinski Dirigent am Opernhaus von Posen. 1964 berief ihn Operndirektor Bohdan Wodiczko als Dirigenten an die Warschauer Oper. Von 1970 bis 1973 war er künstlerischer Leiter der Plattenfirma Polskie Nagrania, danach war er bis 1979 Generalsekretär der Polnischen Komponistenunion, deren Warschauer Department er seit 1985 leitete. 1986 gründete er das Festival Warszawskie Spotkania Muzyczne, als dessen Leiter er fungierte.
Władysław Słowiński starb am 5. September 2024 in Warschau im Alter von 94 Jahren.

## Werke
- Sonata na fortepian, 1951–52
- Tryptyk bez echa, Lieder für Bass und Klavier nach Maria Konopnicka, 1955
- Impresje baletowe für Kammerorchester, 1956
- Koncert na flet z towarzyszeniem orkiestry smyczkowej, fortepianu i perkusji, 1956–57
- Kwintet na instrumenty dęte, 1957–58
- Sonatina na fortepian nr 2, 1957–59
- Muzyka w trzech częściach für Orchester, 1958
- Makowskie bajki für Alt, Oboe, Klarinette und Fagott nach Jerzy Ficowski, 1960
- Polka, Groteske für Kammerorchester, 1961
- Dialog für Violine und Cembalo, 1964
- Suita z baletu „Cyrk mistrza Cho-Cho“ für Orchester, 1967
- Miniatury für Klavier, 1967
- Kwartet na flet, klarnet, trabke i fagot, 1968
- Tango, Groteske für Orchester, 1968
- Dom, w którym śmieszy, 1974
- Cztery dialogi für Violine und Cembalo, 1976
- Matka Słońca, 1976
- Zaczarowana skrzynka, 1976
- Dwie humoreski für Stimme und Klavier nach Antoni Marianowicz, 1977
- Muzyczne drobiazgi für Bläser und Klavier, 1977–78
- Śpiewka ludowa i taniec für Klarinette und Klavier oder Kammerorchester, 1979, 1982
- Quartetto piccolo in memoriam Tadeusz Szeligowski per due violini, viola e violoncello, 1980
- Wyprawa na szklaną górę, 1980
- Trzy świnki, 1981
- Pan Twardowski na kogucie, 1981
- Rzecz o Alkasynie i Nikolecie czyli Chantefable o miłości, która zwycięży, szenisches Stück für Solisten, Erzähler, gemischten Chor und 11 Instrumentalisten, 1981–82
- Opowieść o pra-pra słoniu, 1983
- Gdzie mieszka bajeczka, Suite für drei Stimmen und Klavier, 1983–84
- Wielki czarodziej Oz, 1984
- Tryptyk dzięciecy für Stimme und Klavier nach Ewa Szelburg-Zarembina, 1984
- Pierwsza lepsza, komische Oper nach Aleksander Fredro, 1985–86
- Passionato für Streichquartett, 1987
- Serio e buffo für Flöte, 1987
- Concertino für Cembalo und Streichquartett, 1988
- Tren für Altsaxophon und Orgel, 1988
- ...dogonić siwiznę popiołu... Tren pamięci Janusza Korczaka für Bariton und Violine nach Jerzy Ficowski, 1988
- Definicje, drei Lieder für Soprqan und Cello nach Jerzy Ficowski, 1989
- Espressivo sempre für Flöte oder Klarinette und Streichquartett, 1990, 2006
- Dwie pieśni für Stimme und Orgel, Gedichte von Ryszard Kapuscinski nach den Sprüchen Salomons, 1990
- Śpiewy dziecięce, 5 Lieder für Stimme und Klavier nach Jerzyego Ficowski, 1990
- Trzy utwory w dawnym stylu für zwei Celli, 1990
- Pieśni staropolskie nach Dichtern des 17. und 18. Jahrhunderts für Tenor, Altflöte, Cembalo und Streichorchester oder Tenor und Cembalo, 1991
- Translacja für zwei Akkordeons und Orgel, 1991
- Trzy burleski für Streichquartett, 1993
- Doloroso in memoriam Witold Lutosławski für Streichquartett, 1994
- Definicje II, 4 Lieder für Sopran und Klavier, 1994, 2000
- Suita dla Zamku Królewskiego – reminiscencje barokowe für Flöte, Violine, Viola und Cello, 1996
- Elegia für Streichquartett, 1997
- Divertimento concertante für Violine und Streichorchester (Transkription des Tria B-dur von Feliks Janiewicz), 1998
- Późnojesienny labirynt für Bariton und Klavier nach Tomas Tranströmer, 1998
- Tryptyk bizantyjski für Tenor, Sprecher, gemischten Chor, Blasinstrumente und Perkussion, 1999–2000
- Jesienna opowieść für Streichquartett, 2007
- Cztery wiersze Julii Hartwig für Stimme und Klavier, 2008